# 城南街道 (廉江市)
城南街道，是中华人民共和国广东省湛江市廉江市下辖的一个乡镇级行政单位。

## 行政区划
城南街道下辖以下地区：
新江社区、新风社区、山寮村、深水垌村、流江村和关垌村。